# Verkehrsteuer

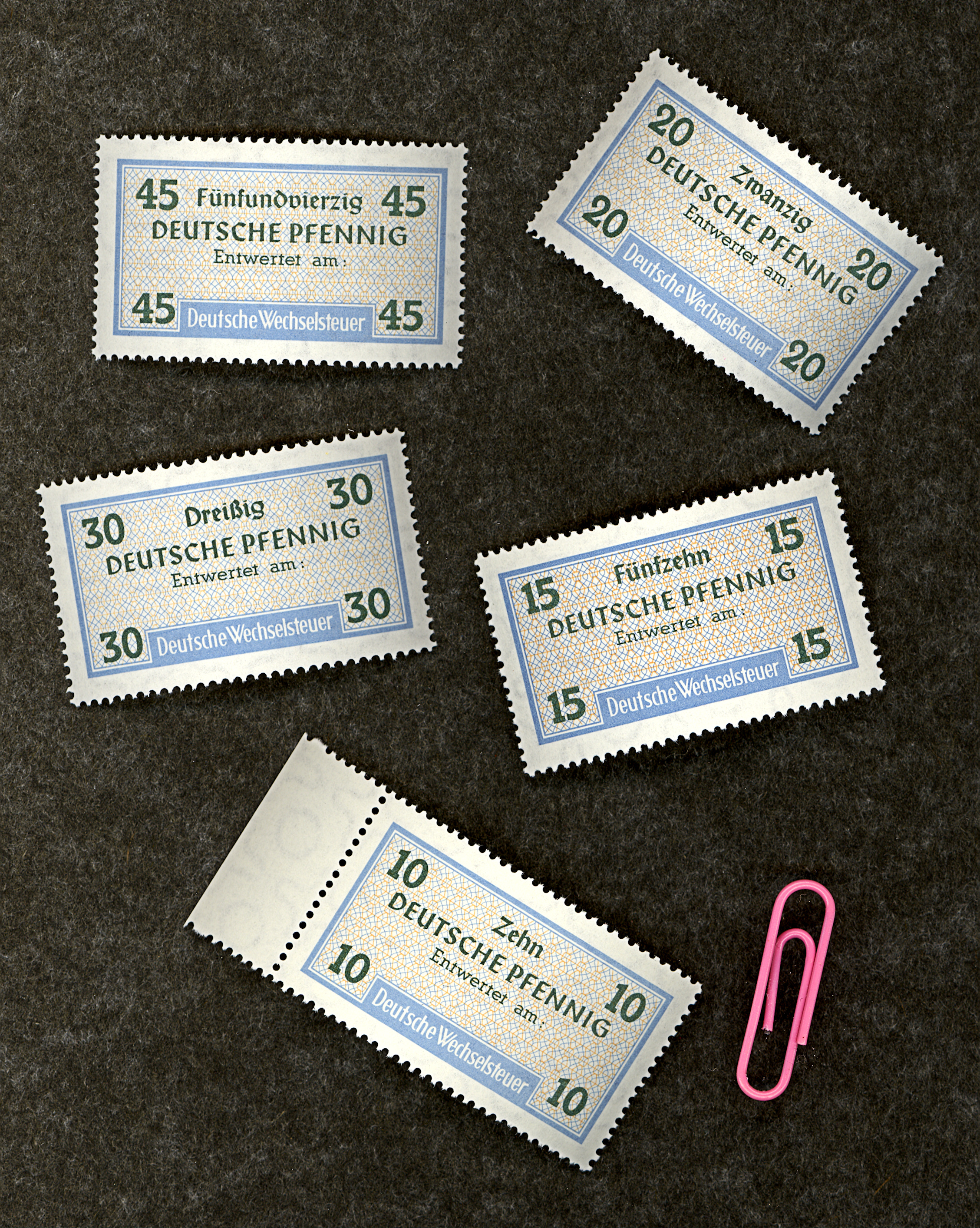
Die bis Dezember 1991 erhobene Wechselsteuer war eine Verkehrsteuer

Verkehrsteuern sind in der Finanzwissenschaft und Steuerlehre eine Steuergruppe, die als Steuerobjekt den Rechts- und Wirtschaftsverkehr besteuert.

## Allgemeines
In Deutschland wird im Steuerrecht, vor allem in der Amtssprache und in der Finanzwissenschaft, traditionell das Fugen-s weggelassen (Körperschaftsteuer, Verbrauchsteuer, Aufwandsteuer); in Österreich und der Schweiz dagegen meist verwendet.
Durch Verkehrsteuern wird die Einkommensverwendung in vielfältiger Weise besteuert, wobei jedoch die persönliche Leistungsfähigkeit des Steuerschuldners nicht berücksichtigt wird.

## Steuerarten
Heute wird allgemein davon ausgegangen, dass die Verkehrsteuern aus einer allgemeinen Verkehrsteuer (Umsatzsteuer) und Spezialverkehrsteuern bestehen:
| Steuergruppe             | Steuerart | Steuerobjekt |
| ------------------------ | --- | --- |
| Allgemeine Verkehrsteuer | Umsatzsteuer | Besteuerung von Umsatzerlösen aus der Veräußerung von Gütern und Dienstleistungen |
| Rechtsverkehrsteuern     | Feuerschutzsteuer Grunderwerbsteuer Rennwett- und Lotteriesteuer Schankerlaubnissteuer Spielbankabgabe Versicherungsteuer Kapitalverkehrsteuern: Börsenumsatzsteuer Finanztransaktionssteuer Gesellschaftsteuer Wertpapiersteuer; Luftverkehrsteuer | Besteuerung von Versicherungsprämien für Feuerversicherungen Besteuerung vom Grundstückserwerb Besteuerung von Rennwetten und Lotterien Besteuerung der Schankerlaubnis Besteuerung der Betreiber öffentlicher Spielbanken Besteuerung des Abschlusses von Versicherungsverträgen Umsatz an Effekten Besteuerung von börslichen und außerbörslichen Finanztransaktionen Besteuerung des Ersterwerbs von Anteilen an Kapitalgesellschaften Besteuerung der Anschaffung von Schuldverschreibungen Besteuerung des Luftverkehrs |
| Realverkehrsteuern       | Kraftfahrzeugsteuer | Besteuerung des Kraftfahrzeughaltens |

Zuweilen wird auch zwischen allgemeinen und besonderen Verkehrsteuern unterschieden. Zu den allgemeinen gehört dann die Umsatzsteuer, die aber finanzwissenschaftlich zu den Verbrauchsteuern gezählt wird. Der Bundesfinanzhof (BFH) rechnet sie zu den allgemeinen Verkehrsteuern. Alle übrigen in obiger Tabelle aufgeführten Steuerarten sind besondere Verkehrsteuern. Auch andere Einteilungen wie in Rechts- und Wirtschaftsverkehrsteuern oder in Realverkehr- und Nominalverkehrsteuern sind in der finanzwissenschaftlichen Fachliteratur vorzufinden. 
Einige Steuerarten wie die Börsenumsatzsteuer (nicht in Deutschland oder Österreich, aber als Stempelsteuer gemäß Schweizer Bundesgesetz über die Stempelabgaben), Finanztransaktionssteuer (nicht in Deutschland, aber in Österreich) oder Einfuhrumsatzsteuer (nicht in der Schweiz) werden in deutschsprachigen Ländern uneinheitlich behandelt. Die Wirtschaftverkehrssteuer gibt es nur in der Schweiz, im Übrigen wird dort Verkehrsteuer mit Rechtsverkehrsteuer synonym verwendet. Zu der Steuergruppe der Kapitalverkehrsteuern werden die Börsenumsatzsteuer, Finanztransaktionssteuer, Gesellschaftsteuer und Wertpapiersteuer (Österreich) gerechnet.
Wegen der Parallelität von allgemeinen und besonderen Verkehrsteuern kann es bei einzelnen Transaktionen zur Besteuerung durch mehrere Verkehrsteuern gleichzeitig kommen. Um eine Doppelbelastung zu vermeiden, wird dann oft eine Steuerbefreiung ausgesprochen, so etwa ist der grunderwerbsteuerpflichtige Grundstückskauf von der Umsatzsteuer befreit (§ 4 Nr. 9a UStG).
Die Luftverkehrsteuer ist eine Verkehrsteuer. Sie knüpft im Luftverkehr gemäß § 1 LuftVStG an inländische Abflüge von Passagierflügen an und ähnelt den Aufwandsteuern. Verfassungsrechtlich ist sie jedoch weder eine Aufwand- noch eine Rechtsverkehrsteuer, sondern eine sonstige, auf motorisierte Verkehrsmittel bezogene Verkehrsteuer nach Art. 106 Abs. 2 Nr. 3 GG.

## Wirtschaftliche Aspekte
Die Finanzwissenschaft hält den steuerrechtlichen Verkehrsteuerbegriff für unpräzise, weil einerseits nur die Transaktionen als Steuerobjekte der Verkehrsteuer unterliegen sollen, nicht aber die Haltung und Nutzung (etwa Kraftfahrzeughaltung). Andererseits sind die Rechtsakte der Einkommens- und Ertragserzielung (sie werden von Besitzsteuern erfasst) stets auch „Rechtsverkehrsakte“, so dass alle Steuerarten als Verkehrsteuern aus steuerrechtlicher Sicht zu verstehen sein müssten. Deshalb rechnet die Finanzwissenschaft lediglich die Börsenumsatz-, Gesellschaft- und Grunderwerbsteuer zu den Verkehrsteuern. Die Zurechnung der deutschen Kraftfahrzeugsteuer zu den Verkehr- oder aber den Besitzsteuern ist umstritten. Bestehen Möglichkeiten der Steuerüberwälzung (etwa Kfz-Steuer für den Fuhrpark eines Unternehmens), sind sie Kostensteuern, ohne Überwälzungsmöglichkeit (etwa Kfz-Steuer eines Arbeitnehmers), sind sie echte Besitzsteuern.
Besondere Verkehrsteuern werden in der Volkswirtschaftslehre für schädlich gehalten, weil sie die Transaktionskosten erhöhen und damit den Güteraustausch, die Faktormobilität (insbesondere die Kapitalmobilität) behindern. Für die Frage, wie sich Verkehrsteuern und Verbrauchsteuern unterscheiden, ist in erster Linie der Tatbestand maßgebend, an den das jeweilige Steuergesetz die Entstehung der Steuerschuld knüpft.